# Imbolo Mbue
Imbolo Mbue (Limbe, Camerun, 1981) és una escriptora camerunesa establerta a Nova York. És coneguda per la seva novel·la de debut Behold the Dreamers (2016), guanyadora del Premi PEN/Faulkner de Ficció i del premi Blue Metropolis Words to Change Award. La seva obra relata la seva experiència com a immigrant, així com les experiències d'altres immigrants que persegueixen el somni americà.

## Obra

### Novel·la
- Behold the Dreamers, 2016, ISBN 978-0-8129-9848-1
- How Beautiful We Were, 2021, ISBN 978-0-5931-3242-5[3] (Traduïda al català com 'Quan fèiem goig' per Neus Bonilla i publicada per Quaderns Crema el 2021)[4]

### Assaig
- "How to Vote as an Immigrant and a Citizen", The New York Times, 20 October 2016.
- "'With every inch, the challenge multiplies': me and my afro", The Guardian, 4 February 2017.

### Ficció curta
- "Emke", The Three Penny Review, 2015.[5]
- "A Reversal", Bakwa Magazine, 2017.[6]
- "The Case for and Against Love Potions", The New Yorker, 2021[7]